# جورج سانتوس
جورج سانتوس (15 أغسطس 1970 بمارسيليا في فرنسا - ) (بالفرنسية: Georges Santos)‏ هو لاعب كرة قدم فرنسي في مركز الدفاع. شارك مع منتخب الرأس الأخضر لكرة القدم. أما مع النوادي، فقد لعب مع أكسفورد يونايتد وإيبسويتش تاون وبرايتون أند هوف ألبيون وشيفيلد يونايتد وغريمسبي تاون وكوينز بارك رينجرز ونادي بوفيه ونادي ترانمير روفرز لكرة القدم ونادي تشيسترفيلد ونادي تولون ونادي فالينسيان ووست بروميتش ألبيون وAlfreton Town F.C. ‏ وFarsley Celtic F.C. ‏ وفليتوود تاون.

## وصلات خارجية
- جورج سانتوس على موقع قاعدة بيانات كرة القدم.إي يو (الإنجليزية)
- جورج سانتوس على موقع Soccerbase.com (لاعب) (الإنجليزية)